# Aversiv
Aversiv eller evitativ (förkortat: EVIT) är ett grammatiskt kasus som förekommer i australiska språk och markerar substantiv som undviks eller är fruktade.

## Användning
Till exempel, i walmajarri:
| Yapa-warnti                                       | pa-lu  | tjurtu-karrarla | laparnkanja | natji-karti. |
| barn-ABS.PL                                       | IND-de | sand-AVERSIV    | sprang      | grottan-ALL  |
| Barnen sprang in i grottan på grund av sandstorm. |        |                 |             |              |

Suffixet -karrarla indikerar att åtgärden (springer) genomfördes för att undvika att dammstorm, tjurtu-.
Aversiv kan också användas för att markera objekt av fruktansverb. Till exempel, i dyaabugay:
| Djama-lan               | ŋawu | yarrnga-nj. |
| orm-AVERSIV             | jag  | rädd-PAST   |
| Jag var rädd för ormen. |      |             |

Aversiv kan användas på en nominaliserade verb, för att producera en motsvarighet till svenska "så att". Till exempel, "så att de inte glöms bort" kan kodas som "att inte glömma dem".

## Språk
Några språk har ett distinkt aversivkasus. Vanligtvis används ett enda kasus både för aversiv och andra funktioner.
Språk med ett distinkt aversivkasus inkluderar:
- Arrernte
- Dyaabugay
- Kumbainggar
- Marringarr
- Marrithiyel
- Walmajarri
- Warlmanpa
- Warlpiri
- Warumungu
- Västra ökenspråket
- Yidiny